# 哈利亞拉

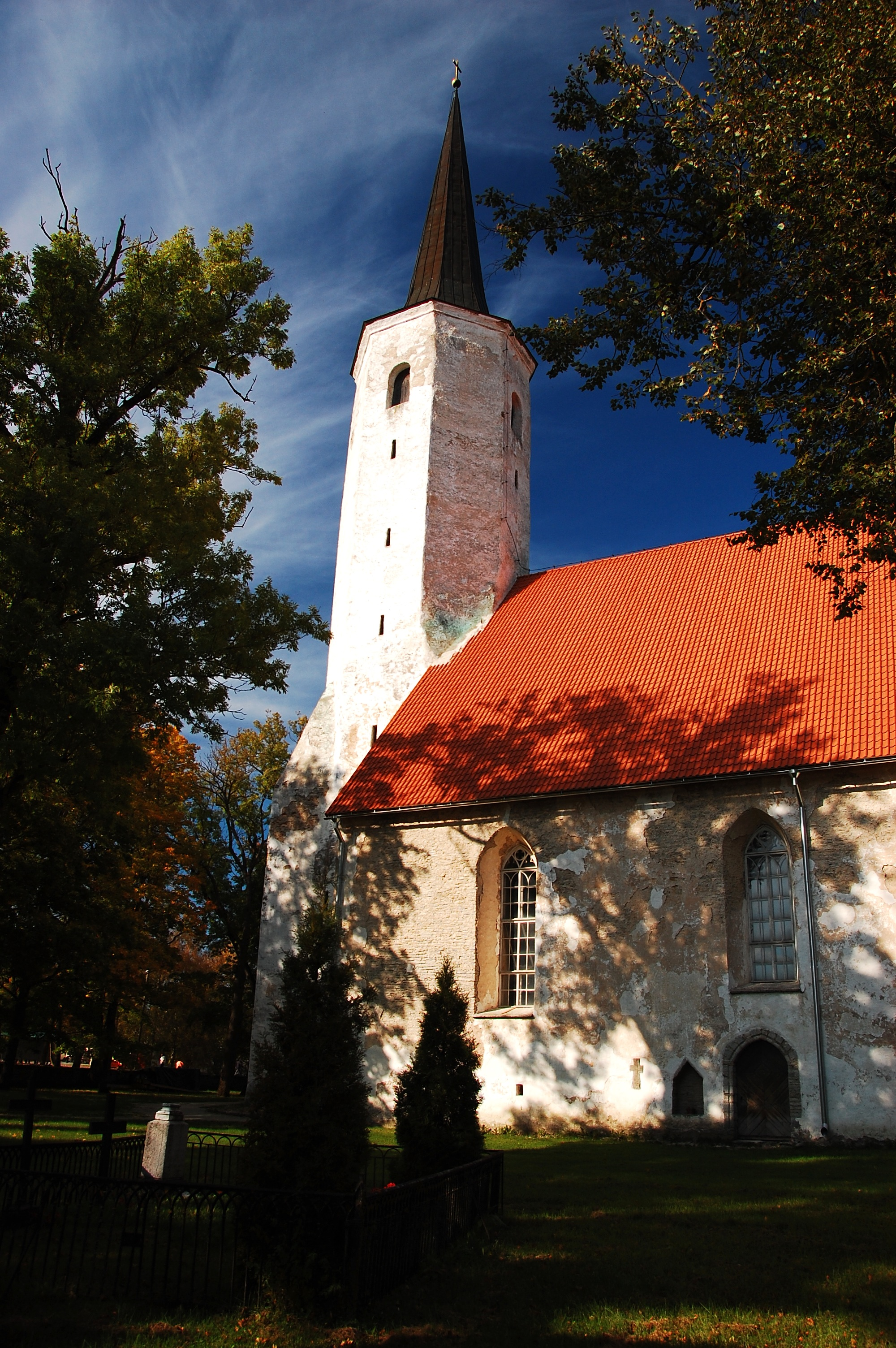
哈利亚拉教堂

哈利亞拉是愛沙尼亞西維魯縣哈利亚拉市镇的小鎮，位於該國北部，處於拉克韋雷西北面10公里，海拔高度80米，2012年該小鎮人口为1,233。